# Newenham Abbey
Newenham Abbey (Newhamium) ist eine ehemalige Zisterzienserabtei rund 2 km südwestlich von Axminster in Devon, England, an einem Zufluss des Axe-Flusses.

## Geschichte
Das Kloster wurde 1247 von Reginald de Mohun, dem Lord of Dunster (auch als Earl of Somerset bekannt), gestiftet und war ein Tochterkloster von Beaulieu Abbey. Damit gehörte es der Filiation von Cîteaux an. Die Kirche konnte 1270 teilweise benutzt werden und die Altarweihe fand 1277 statt. Nach wirtschaftlichen Anfangsschwierigkeiten stabilisierte sich die Lage des Klosters zu Beginn des 14. Jahrhunderts. 1349 starben zwanzig Mönche an der Pest. Im Valor Ecclesiasticus von 1535 wurde das Jahreseinkommen des Klosters mit 227 Pfund bewertet. 1539 erfolgte mit den größeren Klöstern die Auflösung der Abtei, deren Güter der Herzog von Suffolk erhielt. Nach der Auflösung wurde die Abtei größtenteils abgebrochen. Die frühere Kirche ist weitgehend durch landwirtschaftliche Gebäude überbaut. Das Bauernhaus steht etwa auf dem Gelände des Konversenflügels der Klausur. Noch 1980 wurde eine mittelalterliche Scheune südlich der Kirche abgebrochen.

## Anlage und Bauten
Die Anlage dürfte dem bernhardinischen Plan mit einer kreuzförmigen, im Osten rechteckig geschlossenen Kirche und der an diese südlich anschließenden Klausur mit dem Kapitelsaal im Osttrakt und dem südlich an den Südflügel anschließenden Refektorium entsprochen haben. Spärliche Mauerreste sind noch erhalten. Einige Bodenfliesen sind in das Rougemont House Museum in Exeter gelangt.